# Août 1900

## Événements
- 2 août: à Paris, un anarchiste, François Salsou, tente d'assassiner le shah de Perse, Muzaffar ad Din.
- 8 août: David Hilbert présente à Paris une liste de 23 problèmes mathématiques dont certains ne sont pas encore résolus.
- 10 août: Première Coupe Davis de tennis à Boston remporté par Dwight Davis, donateur du trophée.
- 12 août : inauguration du Théâtre national (Montréal).
- 14 août :
  - Les Occidentaux reprennent Pékin qui est mise à sac. Fin des Cinquante-cinq Jours.
  - Cixi fuit vers le Shaanxi, déguisée en paysanne. Des expéditions punitives sont organisées par les Allemands en Chine septentrionale. Le vieux Li Hongzhang, nommé vice-roi du Zhili négocie la paix avec les puissances.
  - Les Russes profitent de la guerre pour occuper militairement la Mandchourie.
- 18 août: à Paris, une équipe italo-néerlandaise remporte le premier championnat du monde, officieux, de tandem professionnel en cyclisme.
- 27 août:  
  - Création aux Arènes de Béziers de "Prométhée", tragédie lyrique en 3 actes de Gabriel Fauré.
  - Victoire britannique à Bergendal et dernière bataille régulière de la Guerre des Boers.
- 31 août : Lemuel John Tweedie devient premier ministre du Nouveau-Brunswick, remplaçant Henry Emmerson.

## Naissances
- 3 août : Fernand Canteloube, coureur cycliste français († 16 juillet 1976).
- 4 août :
  - Elizabeth Bowes-Lyon (dite Queen Mum), reine mère du Royaume-Uni († 30 mars 2002).
  - Nabi Tajima, supercentenaire japonaise († 21 avril 2018).
- 10 août : Henri Ey, psychiatre français († 7 novembre 1977).
- 13 août : Gordon Sparling, cinéaste († 19 février 1994).
- 18 août : Ruth Norman, chef religieux américain († 12 juillet 1993).
- 23 août : Ernst Krenek, compositeur autrichien († 22 décembre 1991).

## Décès
- 4 août : Jean-Joseph Étienne Lenoir, ingénieur français (° 12 janvier 1822).
- 7 août : Wilhelm Liebknecht, socialiste allemand (° 29 mars 1826).
- 11 août : Georges Isidore Barthe, homme politique fédéral provenant du Québec (°16 novembre 1834).
- 12 août : Wilhelm Steinitz, premier champion du monde officiel d'échecs (° 14 mai 1836).
- 16 août : José Maria Eça de Queirós, conteur et diplomate portugais (° 25 novembre 1845).
- 25 août : Friedrich Nietzsche, philosophe allemand (° 15 octobre 1844).
- 27 août : Antoine Vollon, peintre français (° 23 avril 1833).